# Hieracium decurrens
Hieracium decurrens es una especie de planta con flor del género Hieracium, de la familia Asteraceae, orden Asterales.

## Distribución
Hieracium decurrens se distribuye por Rusia.

## Taxonomía
Fue descrita científicamente por Norrl. Fue publicada en Acta Soc. Fauna Fl. Fenn.